# Ralf Elshof
Rafael Robert Christopher "Ralf" Elshof  (Wijchen, 5 juli 1962) is een Nederlands voormalig wielrenner (zowel op de weg als op de baan). 
Elshof gold bij de junioren en nieuwelingen als een talent.
Vanaf 1984 tot 1987 was Elshof professional. Hij werd in die tijd onder andere 2e in de 5e etappe van de Olympia's Tour en reed ook enkele zesdaagsen.
Ralf Elshof deed namens Nederland mee aan de Olympische Spelen van 1984 in Los Angeles. Hij maakte deel uit van het Nederlandse team op de ploegenachtervolging, samen met Rik Moorman, Jelle Nijdam en Marco van der Hulst. Ze eindigden als tiende.